# 삼차신경
신경해부학에서 삼차신경(한국 한자: 三叉神經, 영어: trigeminal nerve) 또는 제5뇌신경(영어: fifth cranial nerve, cranial nerve V, CN V)은 얼굴의 감각 전달과 물기, 씹기 등의 운동 조절에 관여하는 뇌신경이다. 모든 뇌신경 중에서 가장 복잡한 구조를 가지고 있다. 'Trigeminal'이라는 이름은 '3'을 뜻하는 'tri-'와 '쌍둥이'를 뜻하는 '-geminus'가 합쳐진 것으로, 하나의 삼차신경이 세 개의 주된 가지(눈신경, 위턱신경, 아래턱신경)로 갈라지는 데에서 유래했다. 눈신경과 위턱신경은 순수한 감각신경이지만 아래턱신경은 감각신경과 운동신경 성분을 모두 운반한다. 또한 삼차신경은 복잡할 뿐만 아니라 자율신경계 섬유도 포함하고 있다.
삼차신경의 운동신경 부분은 배아 시기 다리뇌의 기저판에서 유래하며, 감각신경 부분은 머리신경능선에서 기원한다. 얼굴과 몸의 감각 정보는 중추신경계의 평행경로에 의해 처리된다.

## 구조
삼차신경의 큰 세 개의 가지는 눈신경(V1), 위턱신경(V2), 아래턱신경(V3)이다. 세 가지들이 합쳐져 있는 삼차신경절은 메켈굴에 위치하며, 들어오는 감각신경섬유의 세포체를 포함하고 있다. 삼차신경절은 몸의 나머지 부분에서 들어오는 감각신경섬유의 세포체를 포함하고 있는 척수의 등쪽뿌리신경절과 상동이다.
삼차신경절로부터 하나의 큰 감각신경뿌리(portio major)가 다리뇌 높이에서 뇌줄기로 들어간다. 감각신경뿌리에 바로 인접하여 비교적 작은 크기의 운동신경뿌리(portio minor)가 같은 높이의 다리뇌에서 나온다. 운동신경섬유는 말초 근육에 시냅스하지 않고 삼차신경절을 지나가지만, 이들의 세포체는 다리뇌 깊은 곳에 위치한 삼차신경핵에 존재한다.

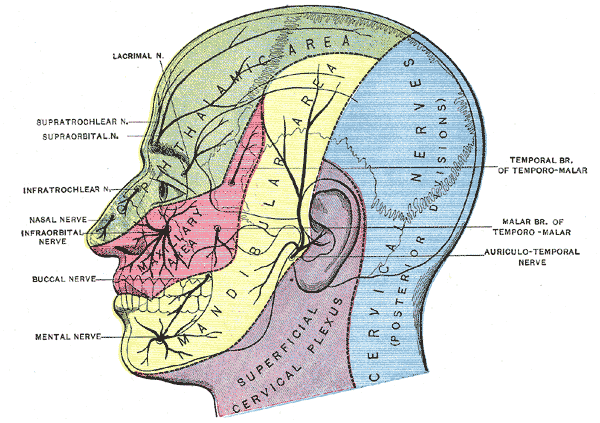
삼차신경의 피부분절 분포

삼차신경의 세 감각신경 가지가 피부에 분포하는 영역은 경계가 분명하여 서로 거의 겹치지 않는다. 이는 다른 몸의 피부분절이 서로 상당히 겹치는 것과는 대조적이다. 리도카인 등의 국소마취제를 투여하면 얼굴과 입의 특정 영역에서 감각을 완전히 소실시킬 수 있다. 예를 들어 턱 한쪽의 이빨은 아래턱신경에 국소마취제를 주사하여 감각을 없앨 수 있다. 간혹 부상이나 질병으로 인해 두 개 이상의 삼차신경 가지가 영향을 받을 수 있다.
턱 왼쪽의 신경이 오른쪽의 신경보다 약간 더 많다.

### 감각신경 가지

삼차신경의 피부분절 분포

눈신경, 위턱신경, 아래턱신경은 각각 위눈구멍틈새, 원형구멍, 타원구멍을 통해 머리뼈를 빠져나간다. 눈신경은 두피와 이마, 위쪽 눈꺼풀, 눈의 결막과 각막, 콧방울을 제외한 코, 코의 점막, 이마굴, 뇌막 일부(경막과 혈관) 등의 감각 정보를 전달한다. 위턱신경은 아래쪽 눈꺼풀, 뺨, 콧구멍, 윗입술, 윗니, 위쪽 잇몸, 코 점막, 입천장, 인두의 천장, 위턱굴, 나비굴, 벌집굴, 뇌막 일부 등의 감각 정보를 전달한다. 아래턱신경은 아랫입술, 아랫니, 아래쪽 잇몸, 턱(단, C2-C3가 지배하는 턱뼈각 제외), 바깥귀 일부, 뇌막 일부의 감각 정보를 전달한다. 또한 아래턱신경은 입의 촉감과 위치, 통각, 온도 정보를 운반한다. 혀에서 미각을 전달하는 신경은 얼굴신경의 가지인 고실끈신경과 제9뇌신경인 혀인두신경이므로 삼차신경은 미각 정보는 운반하지 않는다. 아래턱신경 섬유를 포함하는 혀신경은 미각이 아닌 일반적인 감각을 전달한다.
삼차신경 중간뇌핵의 말초 돌기는 삼차신경의 운동신경뿌리를 통해 주행하여 씹기근육의 근방추에서 끝난다. 이들은 고유수용성감각, 즉 씹기근육의 위치에 관련된 정보를 운반한다. 한편 중추 돌기는 운동신경핵 V에서 시냅스한다.

### 감각 경로
말초에서 대뇌겉질로 가는 감각신경 경로는 촉각-위치와 통증-온도 간에 나누어져 있다. 모든 감각 정보는 시상에 위치한 신경핵으로 전달된다. 그 후 시상핵은 대뇌겉질의 특정한 영역으로 정보를 보낸다. 각 경로는 다음 그림과 같은 세 개의 신경섬유 다발로 구성되어 있다.
각각의 경로에서 두 번째 신경세포는 서로 척수나 뇌줄기를 가로질러 교차(decussate)한다. 시신경교차는 교차의 주된 원인이다. 시신경의 코쪽 섬유는 서로 교차하는데, 따라서 각각의 대뇌 반구는 반대쪽 시각 정보도 받게 된다. 이를 통해 정보를 빠르게 처리할 수 있는 연합신경세포 연결이 유지된다. 모든 감각과 운동 경로는 반대쪽 대뇌 반구로 합쳐졌다가 다시 갈라진다.
종종 감각 경로를 개별 신경세포가 연달아 연결되어 있는 사슬처럼 묘사하기도 하지만 이는 지나친 단순화라고 할 수 있다. 감각 정보는 신경계의 다른 영역에서 온 입력이나 연합신경세포에 의해 감각 경로에서 계속 처리, 수정된다. 예를 들어 삼차신경주감각핵(아래 그림의 'Main V')에 있는 세포들은 망상체와 대뇌겉질로부터 입력을 받는다. 이 정보는 삼차신경주감각핵의 세포가 시상으로 내는 최종적인 출력에 영향을 미친다.

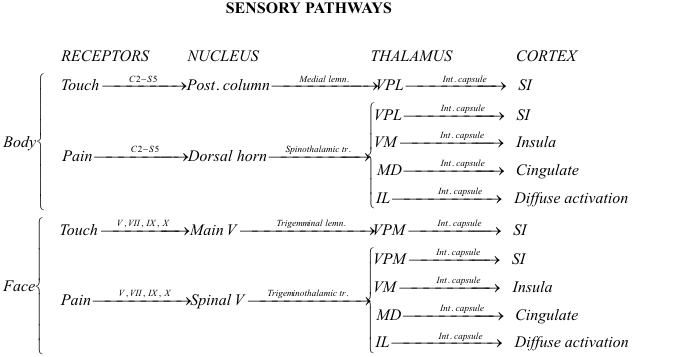
VPL = 뒤가쪽배쪽핵, SI = 일차몸감각겉질, VM = 배안쪽이마앞겉질, MD = 등쪽안쪽핵, IL = 섬유판속그물핵, VPM = 뒤안쪽배쪽핵, Main V = 삼차신경주감각핵, Spinal V = 척수삼차신경핵

몸의 촉각-위치 감각 정보는 안쪽섬유띠를 통해, 얼굴의 정보는 삼차신경섬유띠(앞, 뒤삼차시상로 모두)를 통해 시상으로 전달된다. 몸의 통증-온도 감각 정보는 척수시상로를 통해, 얼굴의 정보는 삼차신경섬유띠의 앞갈래(앞삼차시상로)를 통해 시상으로 전달된다. 이 두 경로는 뇌줄기에서 합쳐지며, 신체 전체의 촉각-위치와 통증-온도 지도가 시상에 투영된다. 시상에서 촉각-위치, 통증-감각 정보는 대뇌겉질로 이동한다.

## 기능
삼차신경은 얼굴과 입의 촉감, 고유수용성감각, 통각과 관련된 들신경섬유를 운반하는 감각 기능을 한다. 운동 기능은 씹기근육(저작근), 고막긴장근, 입천장긴장근, 턱목뿔근, 턱두힘살근의 앞힘살을 활성화하는 것이다.
한편 삼차신경은 눈신경, 위턱신경, 아래턱신경을 통해 얼굴의 피부에 분포하는 일반몸들신경섬유(GSA)를 운반한다. 또한 특수내장날신경섬유(SVE)의 축삭도 운반하는데, 이 축삭은 아래턱신경을 통해 씹기근육을 지배한다.

### 근육
아래턱신경의 운동신경 성분은 네 개의 씹기근육(깨물근, 관자근, 안쪽날개근, 가쪽날개근), 입천장긴장근, 턱목뿔근, 턱두힘살근 앞힘살, 고막긴장근 총 여덟 개의 근육의 움직임을 통제한다. 고막긴장근을 제외하면 모든 근육이 물기, 씹기, 삼키기에 관여하며 양쪽 대뇌겉질로부터 지배를 받는다. 따라서 뇌졸중 등으로 인해 한쪽 중추신경계 병변이 발생하여도 그 크기와 관계없이 알아챌 만한 문제가 발생할 가능성은 낮다. 말초신경의 손상은 턱 한쪽 근육의 마비를 일으켜 턱을 벌릴 때 마비된 쪽으로 턱이 기울어질 수 있다. 이렇게 아래턱뼈가 움직이는 이유는 반대쪽의 정상 날개근이 작용하기 때문이다.

### 감각
감각의 두 가지 기본적인 종류는 '촉각-위치'와 '통증-온도'이다. 촉각과 위치 입력은 즉시 인식하지만, 통증과 온도 입력은 지연을 두고 감각을 의식하게 된다. 사람이 핀을 밟으면 무언가를 밟았다는 것은 즉시 인지하지만 그와 관련된 통증은 지연을 겪는다.
촉각과 위치 정보는 보통 전도 속도가 빠른 말이집 신경섬유에 의해, 온도와 통증 정보는 전도 속도가 느린 민말이집 섬유에 의해 운반된다. 촉각소체, 메켈수용체, 파시니안소체, 망울소체, 털세포, 근방추, 골지힘줄기관 등 촉각과 위치 정보에 대한 주된 감각 수용체는 구조적으로 통증과 온도를 받아들이는 수용체보다 더 복잡하다. 통증과 온도의 감각 수용체는 신경 말단이다.
여기서 감각은 특수감각(후각, 시각, 미각, 청각, 균형 감각)이 아닌 촉각, 위치, 통증, 온도의 의식적인 지각을 가리킨다. 이들은 서로 다른 뇌신경에 의해 처리되어 여러 경로를 통해 대뇌겉질로 보내진다. 사람이 아닌 일부 척추동물은 자기장, 전기장, 저주파 진동, 적외선 등의 정보를 사람의 삼차신경에 해당하는 부분에서 처리한다.
여기서 촉각은 2점 식별(한 지점을 만졌을 때와 두 개의 가까이 위치한 지점을 만졌을 때의 차이)과 같이 국소적이고 자세한 감각 인지, 또는 거칠고 고운 질감을 구별할 수 있는 감각을 의미한다. 촉각-위치 지각이 불가능한 사람은 신체 표면을 느끼고 넓은 의미의 촉각은 알 수 있으나 자세한 지각을 할 수 없게 된다.
여기서 위치는 의식적인 고유수용성감각을 뜻한다. 고유수용성감각을 받아들이는 수용체인 근방추와 골지힘줄기관은 관절의 위치와 근육의 움직임에 관한 정보를 제공한다. 이러한 정보의 대다수는 주로 소뇌와 안뜰핵(전정핵) 등에 의해 무의식 수준에서 처리되지만 일부는 의식 수준에서도 이루어진다.
촉각-위치와 통증-온도는 중추신경계의 서로 다른 경로에 의해 처리된다. 이렇게 서로 다른 경로는 대뇌겉질까지 구별된다. 대뇌겉질 안에서 감각들은 서로 다른 겉질의 영역과 연결된다.

## 임상적 중요성

### 삼차신경통
삼차신경통은 삼차신경 손상으로 인한 만성 통증으로, 신경병증의 일종이다. 삼차신경의 세 가지 중 하나 이상이 영향을 받을 수 있으나 보통 위턱신경과 아래턱신경에서 문제가 생긴다. 정확한 원인은 불명이나 삼차신경의 말이집이 없어지는 것이 관련되어 있다고 생각된다. 말이집의 소실은 신경이 뇌줄기를 나가다가 혈관의 압박을 받거나, 다발성 경화증, 뇌졸중, 외상 등이 원인이 될 수 있다. 덜 흔한 원인에는 종양이나 동정맥 기형이 있다.

### 군발 두통
군발 두통의 발생에는 삼차신경과 얼굴신경이 중요하게 관여하는 것으로 알려져 있다. 정확한 원인은 불명이나 흡연이나 가족력이 위험 인자로 꼽힌다. 또한 알코올, 니트로글리세린, 히스타민 등에 노출되면 군발 두통을 촉발할 수 있다.

### 발렌버그 증후군
발렌버그 증후군(가쪽숨뇌 증후군)은 감각 정보를 삼차신경이 처리하는 방식을 임상적으로 보여주는 사례이다. 보통 뇌졸중은 몸의 왼쪽과 오른쪽 중 한쪽에만 영향을 미치므로, 뇌졸중으로 인한 감각 소실은 오직 한쪽에서만 나타난다. 이 법칙의 예외는 특정 척수 병변과 숨뇌 증후군으로, 이 중 가장 잘 알려진 사례가 발렌버그 증후군이다. 발렌버그 증후군에서는 뇌졸중으로 인해 손상된 쪽 얼굴의 통증-온도 감각이 소실되지만, 목 이하에서는 그 반대쪽 신체의 통증-온도 감각이 사라진다.
이런 증상이 나타나는 이유는 뇌줄기의 해부학적 구조 때문이다. 얼굴 한쪽에서 통증-온도 감각을 전달해 온 삼차신경의 오름척수로는 통증-온도 감각을 몸 반대편에서 운반해 온 오름척수시상로와 숨뇌에서 인접해 있다. 뇌졸중이 이 영역으로 가는 혈액 공급을 끊게 되면 (예시: 뒤아래소뇌동맥의 혈전) 두 경로가 동시에 파괴된다. 이로 인해 촉각-위치 감각은 멀쩡하지만 통증-온도 감각만이 얼굴 한쪽과 그 반대쪽 목 이하의 신체에서 소실되어, 진단의 단서가 된다.

## 추가 이미지
- 앞에서 본 얼굴의 감각신경
- 노란색으로 표시된 삼차신경
- 삼차신경
- 대뇌의 깊은 해부

## 같이 보기
- 뇌신경
- 눈신경
- 위턱신경
- 아래턱신경

## 참고 문헌
- Blumenfeld H (2002). 《Neuroanatomy Through Clinical Cases》. Sinauer Associates.
- Brodal A (1981). 《Neurological Anatomy in Relation to Clinical Medicine》 3판. Oxford University Press.
- Brodal P (2004). 《The Central Nervous System》. Oxford University Press.
- Carpenter MB, Sutin J (1983). 《Human Neuroanatomy》 8판. Williams and Wilkins.
- DeJong RN (1970). 《The Neurologic Examination》 3판. Hoeber.
- Kandel ER, Schwartz JH, Jessell TM (2000). 《Principles of Neural Science》 4판. McGraw-Hill.
- Martin JH (2003). 《Neuroanatomy Text and Atlas》 3판. McGraw-Hill.
- Patten J (1996). 《Neurological Differential Diagnosis》 2판. Springer.
- Ropper AH, Brown RH (2001). 《Adam's and Victor's Principles of Neurology》 8판. McGraw-Hill.
- Wilson-Pauwels L, Akesson EJ, Stewart PA (1998). 《Cranial Nerves: Anatomy and Clinical Comments》. B. C. Decker.